# Winterelfendoekje
Het winterelfendoekje (Granulobasidium vellereum) is een schimmel  uit de familie Cyphellaceae. Het is een plantenpathogeen die witrot veroorzaakt. Het leeft saprotroof op loofhout, o.a. van iep (Ulmus), in voedselrijke bossen en struwelen.

## Verspreiding
Het komt voor in Europa en in Noord-Amerika. In Nederland komt het matig algemeen voor. Het staat niet op de rode lijst en is niet bedreigd.